# Ostromia
Ostromia (il cui nome onora il paleontologo John Ostrom) è un genere estinto di dinosauro teropode anchiornithide vissuto nel Giurassico superiore, circa 150 milioni di anni fa (Titoniano), in Germania. Il genere contiene una singola specie, ossia O. crassipes, nominata da Christian Foth e Oliver Rauhut nel 2017, originariamente ritenuta "l'esemplare di Haarlem" di Archaeopteryx.

## Descrizione

### Differenze daArchaeopteryx

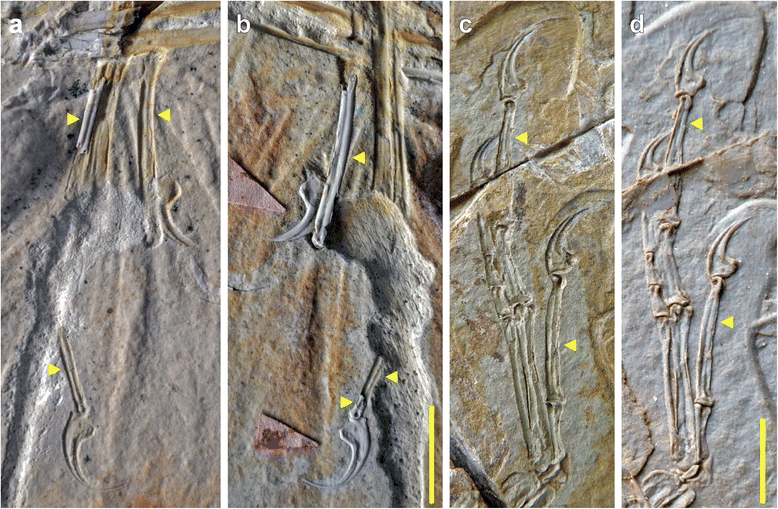
Solchi (evidenziati dalle frecce gialle) nelle ossa delle mani di Ostromia (a,b) e Anchiornis (c,d)

Originariamente descritta come "l'esemplare di Haarlem" del genere Archaeopteryx, questo esemplare mostra diverse caratteristiche che lo differenzino da quest'ultimo. Il rapporto di lunghezza tra il terzo e il primo metacarpo della mano è maggiore in Ostromia che in qualsiasi esemplare di Archaeopteryx. Inoltre, l'unguale (artiglio) del primo dito della mano è più piccolo del corrispondente primo metacarpo, mentre in Archaeopteryx il primo artiglio è più grande. Si stima che anche i metatarsi dell'esemplare di Haarlem siano proporzionalmente più lunghi di quelli degli esemplari di Archaeopteryx.
Inoltre, l'esemplare di Haarlem condivide diverse caratteristiche con Anchiornis. In particolare, entrambi hanno solchi longitudinali sui lati superiore e inferiore delle loro falangi manuali (ossa delle dita). Sebbene tali strutture possano essere il risultato di una collisione o ossa rotte (come nel caso di diversi esemplari di Archaeopteryx), i bordi lisci dei solchi di Ostromia e Anchiornis indicano che sono caratteristiche biologiche legittime. Anche il tronco pubico dell'esemplare di Haarlem è fortemente flesso all'indietro e presenta uno stivale triangolare, simile al pube di Anchiornis ma diverso da quello di Archaeopteryx.

## Storia della scoperta

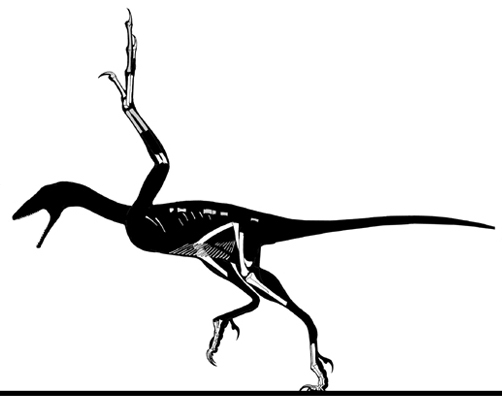
Diagramma che mostra le parti scheletriche conosciute di O. crassipes

L'esemplare di Haarlem venne in origine erroneamente identificato come una specie di pterosauro pterodactyloide e chiamato Pterodactylus crassipes. Nel 1970, fu identificato come un esemplare di Archaeopteryx dal paleontologo John Ostrom, che li diede il soprannome di "esemplare di Haarlem", poiché era conservato nel Museo Teylers di Haarlem. Nel 2017, Christian Foth e Oliver Rauhut hanno concluso che l'animale era più strettamente legato agli anchiornithidi cinesi e introdussero il nome generico Ostromia.
L'unico esemplare conosciuto è abbastanza incompleto rispetto alla maggior parte degli esemplari di Archaeopteyrx, in quanto conserva solo ossa degli arti, vertebre cervicali e costole. La maggior parte delle ossa sono anche incomplete, a causa della scarsa conservazione. Un calco  di alta qualità dell'olotipo (esemplari Teylers TM 6928 e 6929) si trovano nelle collezioni del Bayerische Staatssammlung für Paläontologie und Geologie con il numero di catalogo SNSB-BSPG 1971 I 211.